# 美國歷史學會
美國歷史學會（英語：American Historical Association，縮寫：AHA）是美國規模最大、歷史最悠久的專業歷史學家團體。

## 历史
美國歷史學會建立於1884年。該學會的宗旨為促進歷史研究與教學，保存史料並讓研究者得以利用。該會每年發行五期《美國歷史評論》期刊，內容包括學術論文及書評，並定期舉行會議。

## 事件
2015年3月2日，美國歷史學會官方期刊《歷史的展望》（Perspectives on History）3月號在網站上發表了20名美國歷史學家致該刊的一封聯名信，第一句話是「作為歷史學家，我們對日本政府最近試圖壓制日本和其他國家歷史教科書中關於慰安婦的歷史表示驚愕」。信中批評，日本政府為了自身利益而尋求更改歷史敘述，現在甚至開始直接將目標放在國內外歷史學家的研究工作上，例如2014年11月7日外務省指示日本駐紐約總領事館要求麦格劳希尔修改世界史教科書《新全球史：傳統與交流》中對慰安婦的描述，「為了推動愛國主義教育，安倍晉三政府口頭上質疑慰安婦的既成歷史事實，並試圖刪除教科書對這一歷史的描述」。信中說，歷史學家從事歷史研究是為了以史為鑑，「我們反對國家或特殊利益集團為了自身政治目的，而對出版商或歷史學家進行施壓，試圖更改他們的研究成果」。

## 重要人物
(更新至2016年7月1日)
- 主席: Patrick Manning (University of Pittsburgh)
- 主席人选: Tyler Stovall (University of California, Santa Cruz) [4]
- 前任主席: Vicki L. Ruiz (University of California, Irvine)
- 副主席, Professional Division: Philippa J. A. Levine, (Univ. of Texas at Austin)
- 副主席, Research Division: Edmund P. Russell III (University of Kansas)
- 副主席, Teaching Division: Elizabeth Lehfeldt (Cleveland State University)
- 执行董事: James R. Grossman
- 财务秘书: Chris McNickle
- 内审员: Alex Lichtenstein (Indiana University)

## 附属学会
- Conference on Latin American History
- National Council on Public History
- Oral History Association
- Society for History in the Federal Government
- Society for Medieval Feminist Scholarship
- Society for Military History
- World History Association